# Pardalosus pseudopardalis
Pardalosus pseudopardalis är en skalbaggsart som beskrevs av Gordon och Paul E.Skelley 2007. Pardalosus pseudopardalis ingår i släktet Pardalosus och familjen Aphodiidae. Inga underarter finns listade i Catalogue of Life.